# Margaret Lu
Margaret Lu (21 de marzo de 1994) es una deportista estadounidense que compite en esgrima, especialista en la modalidad de florete.
Ganó dos medallas en el Campeonato Mundial de Esgrima, oro en 2018 y plata en 2017, ambas en la prueba por equipos.

## Palmarés internacional
| Campeonato Mundial | Campeonato Mundial | Campeonato Mundial | Campeonato Mundial  |
| Año                | Lugar              | Medalla            | Prueba              |
| ------------------ | ------------------ | ------------------ | ------------------- |
| 2017               | Leipzig (Alemania) | Medalla de plata   | Florete por equipos |
| 2018               | Wuxi (China)       | Medalla de oro     | Florete por equipos |